# Drosophila dimitra
Drosophila dimitra är en tvåvingeart som beskrevs av Léonidas Tsacas 1981. Drosophila dimitra ingår i släktet Drosophila och familjen daggflugor.
Artens utbredningsområde är Burundi, Kamerun och Kongo.